# Augustinern 76 (Quedlinburg)

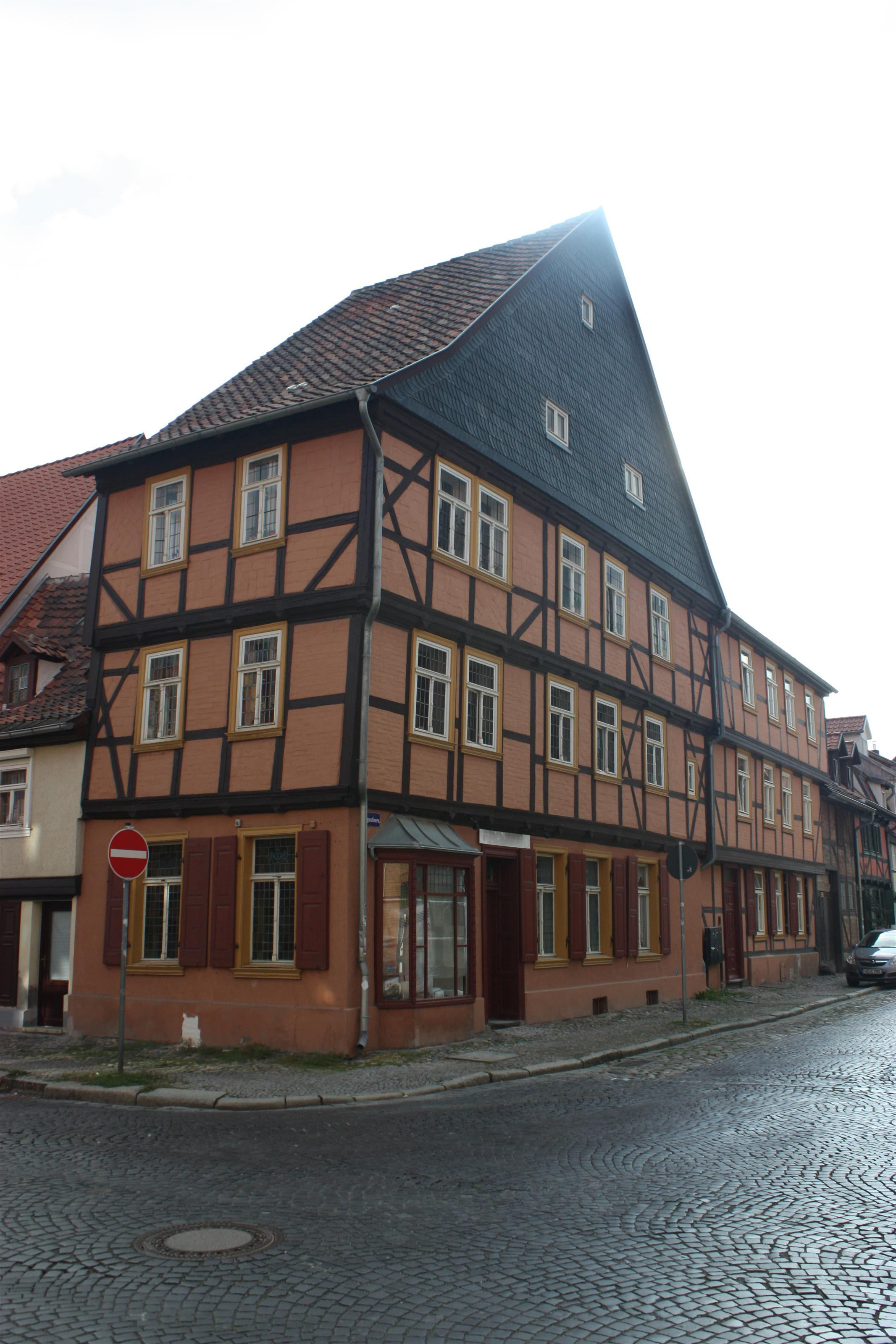
Haus Augustinern 76

Das Haus Augustinern 76 ist ein denkmalgeschütztes Gebäude in der Stadt Quedlinburg in Sachsen-Anhalt.

## Lage
Es befindet sich an der Südwestseite der Kreuzung Augustinern/Reichenstraße im nördlichen Teil der historischen Quedlinburger Neustadt und gehört zum UNESCO-Weltkulturerbe. Im Quedlinburger Denkmalverzeichnis ist es als Ackerbürgerhof eingetragen. Westlich grenzt das gleichfalls denkmalgeschützte Haus Augustinern 77 an.

## Architektur und Geschichte
Die Hofanlage wird von einem dreigeschossigen, schmalen Wohnhaus dominiert das in der Zeit um 1680 in Fachwerkbauweise errichtet wurde. Der breite Giebel des Wohngebäudes ist zur Straße Augustinern ausgerichtet. An der Fassade findet sich die Fachwerksfigur des Halben Manns. Die Stockschwelle ist mit Pyramidenbalkenköpfen verziert. Seitlich des Wohnhauses befinden sich gestaffelt Nebengebäude, die überwiegend im 18. Jahrhundert, zum Teil erst später erbaut wurden. Im Jahr 1939 erfolgte eine teilweise Modernisierung. Andere Angaben sehen die Umbauten der 1930er Jahre als weitgehenden Neubau unter Wiederherstellung der historischen Fachwerkfassade.